# Bravo virtuose
Pour plus de détails, voir Fiche technique et Distribution.
Bravo virtuose (Bravo Virtuoso) est un film arménien réalisé par Levon Minasian, sorti en 2016.

## Synopsis
Alik, un jeune clarinettiste surdoué est contraint d'accepter les missions d'un tueur à gages nommé « le Virtuose » pour sauver son orchestre.

## Fiche technique
- Titre : Bravo virtuose
- Titre original : Bravo Virtuoso
- Réalisation : Levon Minasian
- Scénario : Levon Minasian
- Musique : Tigran Hamasyan et Michel Petrossian
- Photographie : Mko Malkhasyan
- Montage : Nicolas Desmaison
- Production : Marc Bordure, Robert Guédiguian et Hrach Keshishyan
- Société de production : Agat Films & Cie, Artémis Productions, HK Productions et Seppia Production
- Société de distribution : Blue Bird Distribution (France)
- Pays :  Arménie,  France et  Belgique
- Genre : comédie, action et thriller
- Format : couleur, rapport de forme : 1.85 : 1
- Durée : 107 minutes
- Dates de sortie : 
  - France : 23 octobre 2016 (festival du cinéma méditerranéen de Montpellier), 14 février 2018
  - Arménie : 3 mars 2017

## Distribution
- Samvel Tadevossian : Alik
- Mariya Akhmetzyanova : Lara
- Arman Navasardyan : « le Virtuose »
- Rudolph Ghevondyan : Noro
- Vrezj Hakobyan : le maestro Talian
- Aram Karakhanyan : l'inspecteur
- Manuk Hakhversyan : le clochard
- Gérard Boyadjian : Gorik
- Mkrtich Arzumanyan : le sponsor
- Narine Grigoryan : la mère d'Alik
- Levon Minasian : le père d'Alik
- Ashpram Baghdasaryan : la harpiste

## Accueil
François Forestier pour L'Obs qualifie le film de « drôle, étonnant, un peu décousu, jamais crédible (mais aucune importance) et un peu fou ». Pour Cécile Mury de Télérama : « Les quelques maladresses du récit sont largement compensées par la performance de l'interprète principal ».